# Dan Frost
Dan Frost (nascido em 22 de janeiro de 1961) é um ex-ciclista dinamarquês e campeão olímpico de ciclismo de pista.
Nos Jogos Olímpicos de 1988 em Seul, ele foi o campeão e recebeu a medalha de ouro na prova de corrida por pontos.